# Maculinea-Schutzgebiet bei Neustadt
Maculinea-Schutzgebiet bei Neustadt este o arie protejată (arie specială de conservare — SAC, sit de importanță comunitară — SCI) din Germania întinsă pe o suprafață de 296,24 ha, integral pe uscat.

## Localizare
Centrul sitului Maculinea-Schutzgebiet bei Neustadt este situat la coordonatele 50°49′23″N 9°05′57″E / 50.8231°N 9.0992°E.

## Înființare
Situl Maculinea-Schutzgebiet bei Neustadt a fost declarat sit de importanță comunitară în iunie 2000 pentru a proteja 2 specii de animale. Situl a fost protejat și ca arie specială de conservare în martie 2008.

## Biodiversitate
Situată în ecoregiunea continentală, aria protejată conține 3 habitate naturale: Pajiști cu Molinia pe soluri calcaroase, turboase sau argilos-nămoloase (Molinion caeruleae), Fânețe de joasă altitudine (Alopecurus pratensis, Sanguisorba officinalis), Păduri aluvionare cu Alnus glutinosa și Fraxinus excelsior (Alno-Padion, Alnion incanae, Salicion albae).
La baza desemnării sitului se află mai multe specii protejate de  nevertebrate (2): phengaris nausithous (Maculinea nausithous), Maculinea teleius.
Pe lângă speciile protejate, pe teritoriul sitului au mai fost identificate 16 specii de plante, 1 specie de amfibieni, 4 specii de nevertebrate.